# 勅許

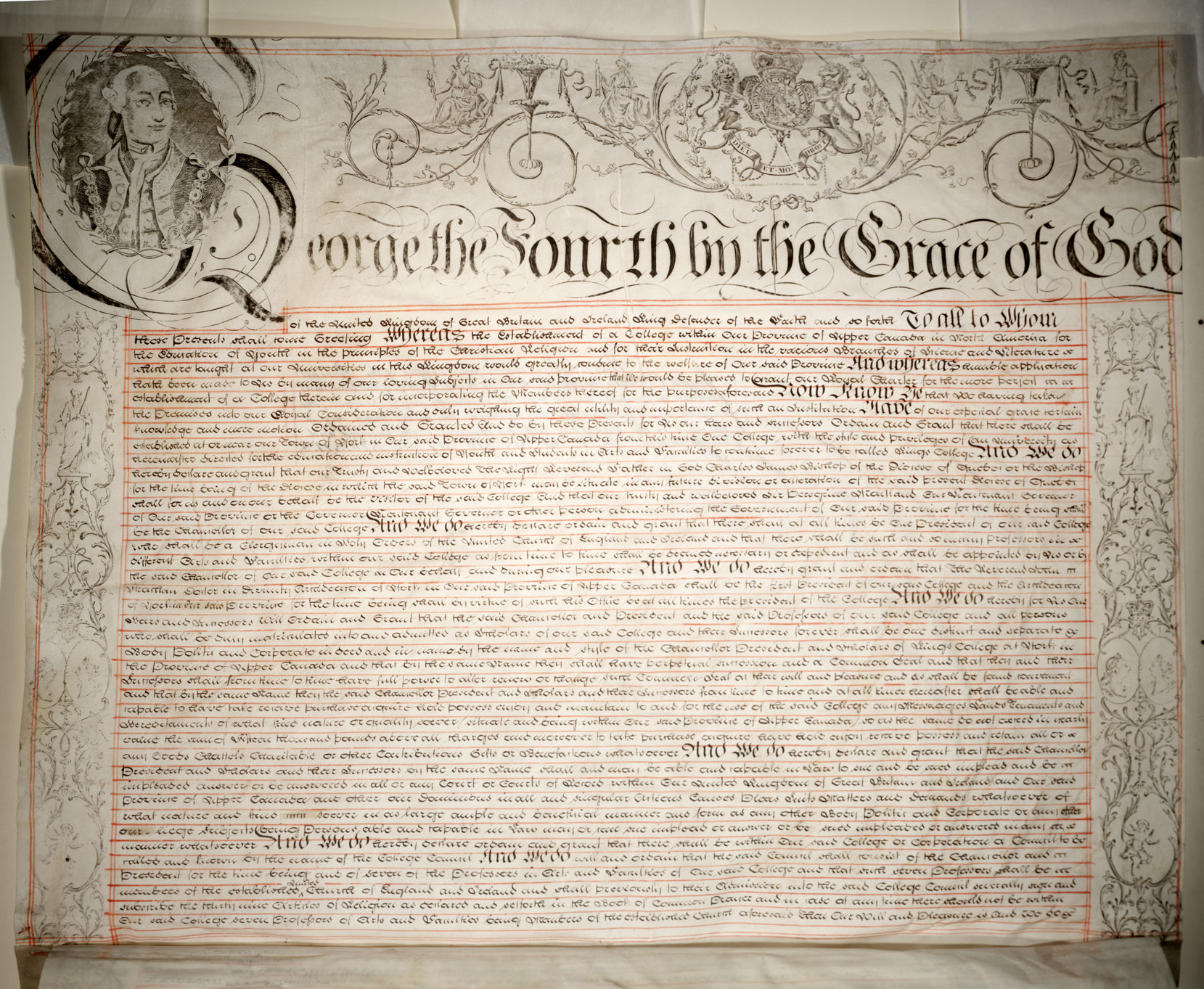
ジョージ4世が1827年に認可した、キングス・カレッジ・トロント（現トロント大学）を設立する勅許状。

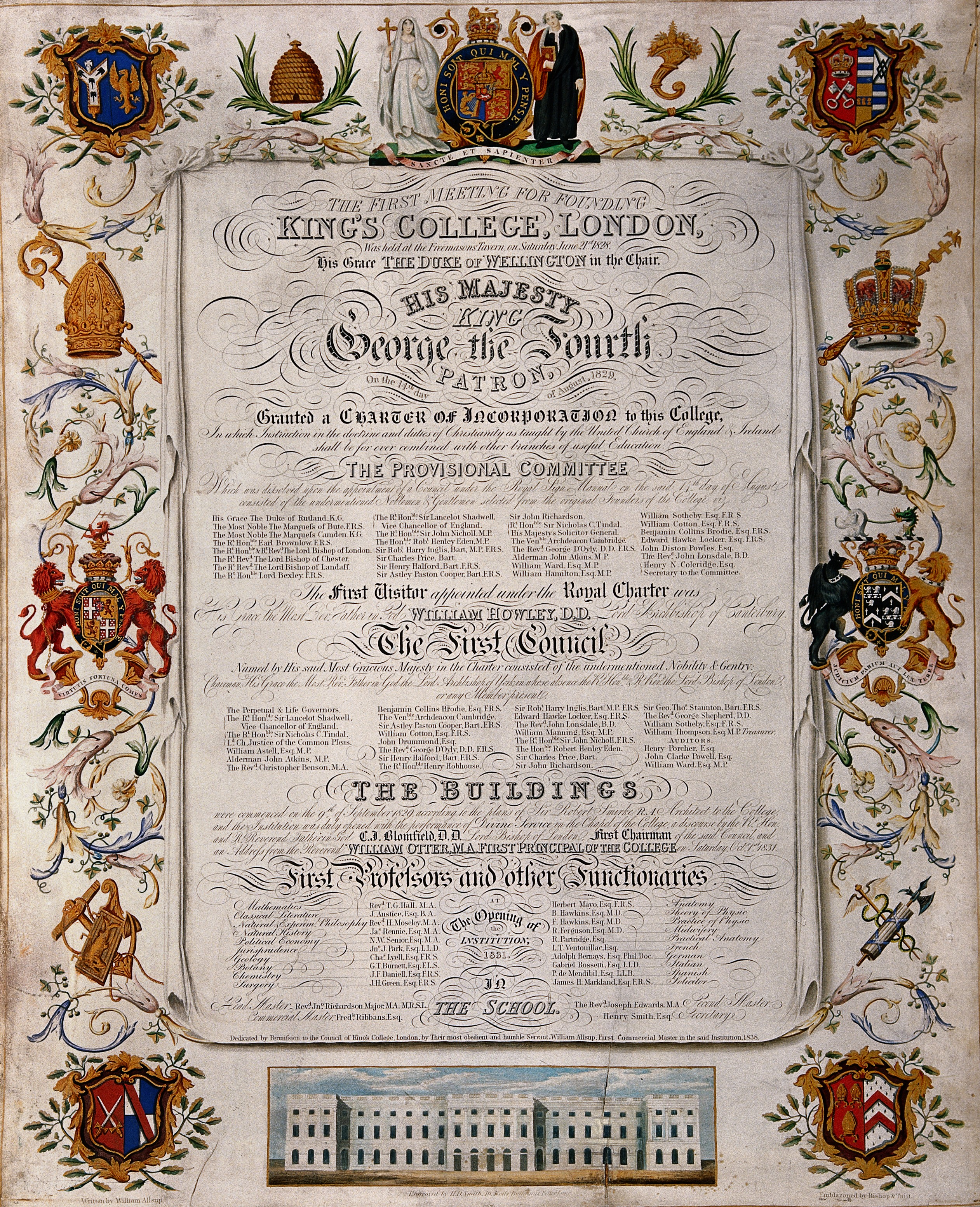
1829年のキングス・カレッジ・ロンドンの勅許認可を祝う彩色版画（H. D. スミス作）。

勅許（ちょっきょ、英: royal charter）または勅許状（ちょっきょじょう）とは、君主が、大権に基づき発する公的な認可である。英米法系の国々と、日本などの国では法的位置付けが異なる。
英米法系の国々においては、歴史的には公法の公布のために用いられてきた。最も知られた例はイギリスの1215年のマグナ・カルタ（またの名を大憲章、英: great charter）である。14世紀以降は、個人または団体に法的な権利または法人格を与える私法としてのみ用いられてきた。自治体（自治体勅許）、大学や学会などの重要な組織の設立のため用いられることもあり、この点は現代においても同様である。
勅許は、御用達や 紋章の授与とは異なる。イギリス王室がこれまでに発した勅許の数は1,000以上にのぼる。このうち約750の組織は現在においても存続している。
記録上最も古い勅許は、1231年にケンブリッジ大学の設立を認可したヘンリー3世のものである。 さらに古い勅許として、ロンドンの織布工名誉組合（1150年）や、スコットランドのテイン（1066年） に関するものが知られている。イギリス国王による勅許の発行は現在でも続けられており、近年においては2014年に勅許人間工学協会に与えられている。

## 沿革
中世ヨーロッパにおいて、勅許は町・自治体・都市などに権利や特権を与えるために用いられてきた。勅許によって地方自治体を組織化するという考え方は、14世紀から15世紀にかけて発展した。
過去存在しまたは現在も存在する勅許団体には、東インド会社（1600年）、ハドソン湾会社、スタンダードチャータード銀行、P&O、南アフリカ会社、北アメリカのイギリス植民地のいくつか、リヴァリ・カンパニー、イングランド銀行、そして英国放送協会（BBC）などがある。
14世紀から19世紀にかけて、勅許は勅許会社の設立に用いられた。すなわち、株主を有する営利目的の企業体で、探検や、貿易や植民地化を目的とするものである。この種の会社に対する初期の勅許は貿易の独占を認めることが多かったが、17世紀にはその権限は議会のみが有することとされた 。19世紀の終わりまで、法律による以外に唯一会社を設立する方法であった。イギリスにおいては、1844年登記法が登記による会社設立の途を開いた。その後においては、勅許による設立は、枢密院によれば、「王室の厚意のしるし、または栄誉の証」とされる。
組織の設立に勅許を用いたことにより、「時効による設立（英: corporation by prescription）」の考え方が生み出された。これにより、超記憶時代から存在していた組織も、「失われた勅許」という法的擬制を用いることにより法人として認められた。「時効による設立」の例としては、オックスフォード大学やケンブリッジ大学がある。

## 大学
カトリック百科事典によれば、欧州において宗教改革前から存在していた81校の大学のうち、13校はいかなる勅許もなく慣習に基づいて（ラテン語: ex consuetudine）設立されていた。他には、33校は教皇勅書のみによって、20校は教皇勅書と神聖ローマ皇帝または王の勅許の双方を得て、そして15校は皇帝または王の勅許のみによって設立されていた。王の勅許のみによって設立された大学の国際的地位は低く、このような大学の学位は当該王国内でのみ通用した。
勅許状により設立された最初の大学は神聖ローマ皇帝フリードリヒ2世が設立したナポリ大学（1224年）である。王の勅許による最初のものはポルトガル王ディニス1世コインブラ大学（1290年）であり、同年教皇の認可も得ている。王の勅許により設立された初期の大学には、アラゴン王ペドロ4世が設立したものとしてペルピニャン大学（1349年設立、1379年に教皇により認可）およびウエスカ大学（1354年設立、教皇による認可なし）、ポーランド王カジミェシュ3世によるものとしてヤギェウォ大学（1364年設立、同年教皇により認可）、オーストリア公ルドルフ4世によるものとしてウィーン大学（1365年設立、同年教皇により認可）、 イングランド王ヘンリー6世によるものとして（1432年設立、1437年に教皇により認可）、アラゴン王アルフォンソ5世によるものとしてジローナ大学（1446年設立、認可なし）およびバルセロナ大学（1450年設立、同年教皇により認可）、フランス王太子ルイ（後のフランス王ルイ11世）によるものとしてヴァランス大学(1452年設立、1459年教皇により認可）)  、アラゴン王フェルナンド2世によるものとしてバレアス諸島大学（1483年設立、認可なし）がある。

### ブリテン諸島
ケンブリッジ大学は1317年または1318年に教皇勅書による認可を受けたが、これに対してオックスフォード大学は、繰り返し試みたにもかかわらず認可を得られていない。 スコットランドの古代の大学農地3校は教皇勅書により設立された。すなわち、セント・アンドルーズ大学が1413年、グラスゴー大学が1451年、そして キングス・カレッジ・アバディーン（後年アバディーン大学となった）が1494年である。
宗教改革以降においては、大学は王の勅許により設立することが一般的となった。エディンバラ大学は、イングランド王ジェームズ1世が勅許状によりエディンバラ市議会に与えた権限に基づいて、1582年に「市の大学」として設立された。  トリニティ・カレッジ（ダブリン大学）は、エリザベス1世がアイルランド女王として発した勅許状により1593年に設立された。これらの勅許状はともにラテン語で書かれていた。
エディンバラ勅許状は、市議会に対して、「文法学、人文学および言語学、哲学、神学、医学ならびに法学またはわれらがこれらに劣るところがないと認めるリベラル・アーツに関し、学者を迎え、住まわせ、かつ教授させるに足りる家屋および場所を建設しまた修理する」ことを許可するとともに、教授の任免に関する権限を与えている 。しかし、エディンバラ大学学長アレクサンダー・グラント卿が、その著した3世紀にわたる大学史の中で結論づけたように、「明らかにこれは大学を設立する勅許ではない」のであった 。その代わり、グラント卿は、複数の証拠に基づき、現在残されている勅許と同時に発せられた設立に関する勅許が別に存在していたが、その後失われた（おそらく意図的に）との説を提唱した。この説により、同校の設立以来行使されてきたエディンバラ大学の学位授与権についても説明がつくことになると思われる。
トリニティ・カレッジ（ダブリン大学）の勅許状は、「大学の母」と呼ばれるとおり明確に大学を設立するものではあるが、学位授与権を与える代わりに、「本大学の学生は……適切な時点において、すべての学科および学部において、学士、修士および博士の学位を得る自由と権利を有する」と定めている。すなわち、ダブリン大学は、この勅許状によって、トリニティ・カレッジの学生が得る学位を授与する主体として設立されたことになる。
当時から19世紀に至るまで、ブリテン諸島においては現在も存続している大学が造られることはなかった。1820年代には2つの大学に勅許が与えられた。1828年のセント・デイビッド大学ランピターと1829年のキングス・カレッジ・ロンドンである。これらはいずれも学位授与権も総合大学（university）としての地位も与えられなかった。1830年代にはユニヴァーシティ・カレッジ・ロンドン（UCL）が勅許状により総合大学の地位を得ようとし、また議会の立法によるダラム大学の設立が試みられたが、設立も権限の付与もうまくいかなかった。このことは、勅許の効力と総合大学の条件についての論争を生んだ。
この論争の要点は、第一に「総合大学の創立において、学位授与権は付随的なものであるか、または特別の授権を要するのか」であり、第二に「学位授与権が付随的であるならば、勅許において当該権限を制限することはできるか」であった。UCLは「ロンドン総合大学」として勅許を受けることを望んでいたが、無宗教であったため神学の学位授与権を欠いていた。枢密院による1835年のUCLへの勅許授与に従来から反対していたチャールズ・ウェザレル は、学位授与権は大学にとって不可欠のものであり、勅許状により制限することはできないと主張した。しかし、ウィリアム・ハミルトン卿は、エディンバラ・レビューにウェザレルへの応答を記す中で、ダラム大学の例を引き、歴史上特定の学位を授与する権限は個別に授権されてきたのであり、それゆえ大学の創立に伴い付随的に学位授与権が与えられるものではないとした。
UCLは1836年に勅許状により設立されたが、総合大学の地位も学位授与権もなかった （この点において勅許が教養学、法学および医学に関して明確に学位授与権を認めたロンドン大学とは経緯を異にする）。ダラム大学は1837年に勅許状により設立されたが、同勅許状においては「わが勅許により設立される総合大学が付随的に有する……すべての財産、権利および特権」を有することが確認され、学位授与権は明示されなかった。「すべての学部における学位」を授与するにはこれで足りるとされたが、同校以降の総合大学に関する勅許状は、総合大学を創立する旨および学位授与権を与える旨を明示している。UCL（1878年）およびダラム大学（1895年）ともに、後年になってから女性に学位を授与する補充的な勅許状を受けた。女性に学位を授与するには特別の授権を要すると考えられていたのである。UCLは、4つの勅許状と多くの補充的勅許状を受けた後、1898年に議会の立法により再編された。
アイルランド内ではベルファスト、コークおよびゴールウェイにクイーンズ・カレッジが所在するがこれらは1845年の勅許状により、学位授与権を持たないカレッジとして設立された。クイーンズ大学アイルランドは1850年に勅許を受けたが、そこでは「われらは、大学を設立する……この大学は、他の総合大学またはカレッジと同様に、教養学、医学および法学のすべての学位を授与する完全な権限を有し、これを行使する。」と定められていた。同校は、アイルランド王立大学に再編されるまでの間、クイーンズ・カレッジの学位授与機関として機能した。
ビクトリア大学は1880年の勅許状により設立されたが、「ここに総合大学を設立する」と明示されており、学位授与権も明示的に与えられていた（ただし医学部については1883年の補充的勅許状で追加された）。
それから1992年に至るまで、連合王国におけるすべての総合大学は、ニューカッスル大学（議会の立法によりダラム大学から分離した）を除き、すべて勅許により設立されたものとなった。アイルランドの独立後、新しい総合大学がウラクタス（アイルランド議会）の立法により作られた。1992年以降は、ほとんどのイギリスの新設大学は1992年継続・高等教育法により授権された二次立法としての枢密院令により設立されているが、勅許により設立された大学に対する学位授与権と総合大学の地位は勅許状の修正によりなされている。

### アメリカ
独立戦争以前の植民地時代の大学の中には、勅許状により設立されたと説明される大学がある。ウィリアム3世とメアリー2世から1693年に勅許状を受けたウィリアム・アンド・メアリー大学を除けば、これらの大学は、各地の総督が英国王の名の下に発した勅許状か、各地の議会の立法により特許されたものである。
植民地総督が各地の議会の同意（立法ではなく）を得て発した勅許状のうち最初のものは、プリンストン大学（ニュージャージー・カレッジとして）に対し1746年（総督代行ジョン・ハミルトンから）および1748年（総督ジョナサン・ベルチャーから）に発せられたものである。王の名の下総督が発した勅許状については、国王の承認がなくとも有効といえるか疑義が生じていた。ロンドンではこの疑義を解消する試みが行われていたが、1754年に首相ヘンリー・ぺラムが死去したことで有耶無耶になった。しかし、プリンストン大学の勅許状は、独立宣言後、1780年に州議会により批准されるまで、法的に争われることはなかった。
コロンビア大学は、1754年にニューヨーク副総督ジェームズ・デランシーからキングス・カレッジとして勅許を受けた。デランシーは、棄却される危険を避けるため議会を通さずにこの勅許を発行した。ラトガーズ大学は1766年にニュージャージー総督ウィリアム・フランクリンからクイーンズ・カレッジとして勅許を受けた（1770年に第二の勅許も受けている）。また、ダートマス大学は、1769年にニューハンプシャー総督ジョン・ウェントワースから勅許を受けている。 合衆国最高裁判所が1818に審理したダートマス大学対ウッドワード事件判例においては、同大学の勅許状の効力が主要な争点となった。1819年の判決においては、裁判所は勅許は合衆国憲法上の契約条項に基づく契約であると判示した。すなわち、州の立法によって害することはできず、独立によって解除されることもないとされた。
ウィリアム・アンド・メアリー大学の勅許状は、「神学、哲学、言語学その他の文系理系の良質な学問のための総合的な学舎、または恒久的なカレッジ」であると記載されているが、学位授与権については言及がない。これに対し、プリンストン大学の勅許状は、「大ブリテンのわが領域においてわが総合大学またはあらゆるその他のカレッジのいずれかが通常与えられる……すべての学位を授与する」ことができると明示された。数年後のコロンビア大学およびダートマス大学の各勅許状においても極めて類似した文言が用いられている。ラトガーズ大学の勅許状は相応に異なる文言を用いているが、同大学が「アメリカの植民地におけるわがカレッジにおいて通常授与されるすべての名誉ある学位を授与する」ことができるとしている。
独立戦争前に設立された他の大学についてみると、ハーバード・カレッジが1636年に地方集会（英: the Great and General Court of the Massachusetts Bay Colony）の立法により設立された後1650年に同集会から特許を受け、ペンシルバニア大学が1753年に植民地所有者から特許を受け 、ブラウン大学が1764年に（「ロードアイランド・カレッジ」として）総督とロードアイランド集会の立法により設立され、そしてハンプデン・シドニー・カレッジが1775年に私的に設立された後1783年に法人化されている。

### カナダ
カナダの大学のうち8校は、1867年の連邦化以前の段階で、19世紀に勅許により設立されまたは再編されたものである。勅許により設立されたカナダの大学の多くは、その後の議会の立法により再編されている。

## ギルド、学会および職能団体
ギルドとリヴァリ・カンパニーは、記録上勅許を受けた最も古い組織である。枢密院の記録によれば、1272年の鞍師名誉組合が最も古いものであり、それに1326年の商人仕立屋名誉組合と1327年の毛皮商名誉組合が続いた。最も古い鞍師組合の勅許状は、鞍師に取引を行う権限を与えるものであり、法人格を付与する勅許が与えられたのは1395年になってからであった。商人仕立屋組合も、同様に1408年の追加の勅許により法人格を与えられた。
勅許は、グレートブリテンとアイルランドにおける最初の医療規制にも用いられた。ロンドンの床屋名誉組合は、1462年、記録上最古の医療または外科に関する勅許を受けた。この勅許により、外科に関して監督し、検査を行い、矯正し、また統治する権限が与えられた。1540年にロンドンギルド（理髪外科組合から改称した）に対して発せられた追加の勅許は、外科医・理髪外科医・理髪師の資格を階層分けした。ロンドン外科医組合は、1745年に理髪師から分離し、1800年の勅許に基づく王立外科医師会の設立に繋がった。ロンドン王立内科学会は1518年の勅許により設立され、ロンドン市およびその7マイル圏内における医療を規制する権限が与えられた。
ダブリンの理髪師ギルド（聖マグダラのマリア・ギルド、英: the Gild of St Mary Magdalen）は1446年に勅許を得たといわれているが、大法官の記録にはなく、18世紀には失われている。後年、1577年の勅許状によって理髪師と（従前法人化されていなかった）外科医が統合された。アイルランド王立内科医学院は1667年に勅許により設立され、理髪師ギルドから発展したアイルランド王立外科医学院は1784年に設立された。
王立学会は、1660年にイギリス初の学会として設立され、1662年に初の勅許を受けた。1663年の第二の勅許状により再度法人化され、1669年の第三の勅許状により修正を受けた。これらの勅許状はすべてラテン語で記されていたが、2012年に英語で書かれた補充的特許状が発行され、これがラテン語の原文に優先するものとされた。エディンバラ王立学会は1783年に勅許により設立され、アイルランド王立学会は1785年に設立された後1786年に勅許を受けた。
19世紀初頭のイギリスにおいては、産業革命とl自由放任型資本主義の勃興の後に生じた新たな職業を代表する、新たな職能団体が設立されていった。これらの職能団体は、勅許を得ることによって社会的承認を得、またこれにより基礎を築き、疑義を呈されていた職業のあり方を定義づけようとしていた（職業的活動内容や特定の専門技能を基礎とすることが多かった）。団体の目的には種々のものがあったが、従来の職能団体が有していなかった公益活動が範囲に加えられた。これによりイギリスの職能団体の型が作られ、「公益」性の有無が勅許が与えられる重要な基準となった。

### オーストラリア
オーストラリアにおいては、非営利団体の設立に勅許が用いられている。しかし、遅くとも2004年までには、この手続は非推奨のものとなっている。

### ベルギー
ベルギーにおいては、勅令が勅許に相当する。1958年以前の時代においては、32の高等教育機関が勅令により設立された。これらは典型的には工学系または技術系の機関であり、総合大学ではなかった。
ただし、非技術分野においては、1928年のNFWOや1938年のベルギー王立科学芸術アカデミーのように、勅令で設立または再設立されたものもある。
ベルギーの1988年から1989年の第三次国家改革以来、教育行政に関する権限は連邦政府の管轄に移譲されている。したがって、もはや勅令により高等教育機関を法人化したり、総合大学の地位を与えたりすることはできない。

### カナダ

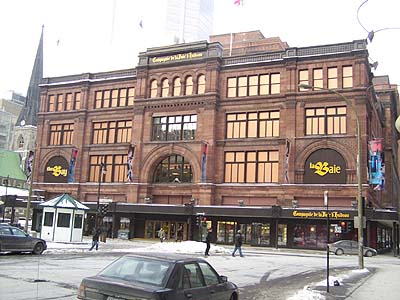
モントリオールのハドソン湾会社ビル

カナダにおいても多くの組織が勅許を受けている。しかし、カナダ王立天文学会のように語法を誤って用いられている例も多い。すなわち、「王立」の肩書きが与えられているだけで、勅許がないものもある。
勅許により設立されまたは栄誉を受けたカナダの会社、企業および学会には以下のようなものがある。
- カナダ会社（英語版）は、1825年6月に議会の立法により設立された。1826年に土地の購入および開発のための勅許が発せられた。1,384,413エーカーの王室領を購入し、さらにヒューロン地区の1,100,000エーカーを特別に与えられた[69]。
- ケベック語学・歴史学会（英語版）は、カナダ初の学会として1824年に設立され、1831年に勅許を受けた[70]。
- カナダ王立学会は、1883年に議会の立法により設立され、同年勅許を受けた[71]。
- カナダ王立ライフセービング協会（英語版）は、1891年に設立され、1904年に王室の後援を得た。1924年にはジョージ5世の勅許を受けた[72]。

カナダにおいて活動している英国勅許会社には以下のようなものがある。
- 東インド会社 - 1600年にエリザベス1世が勅許（北アメリカにおける紅茶の販売）[69]
- ハドソン湾会社 -  founded by a royal charter issued in 1670年にチャールズ2世の勅許により設立（現在のケベック、オンタリオ州北部およびノースウェスト準州に相当する地域における行政権の執行、ならびにアッパー・カナダとの司法的連絡）[73]
- ブリティッシュ・ノース・アメリカ銀行（英語版） - イギリス資本によって1836年の勅許により設立（1918年にモントリオール銀行と合併）[73]
- 王立植民地協会（英語版） - 1882年にヴィクトリア女王の勅許により設立[74]。
- 王立ダンス協会（英語版） - 1920年にオペラ舞踊教師協会（英: the Association of Teachers of Operatic Dancing）として設立され、1936年にジョージ5世の勅許により再編[75]。
- ボーイスカウト連盟（英語版） - 1910年設立、1912年に勅許により法人化。カナダ総会（現ボーイスカウトカナダ連盟（英語版））は1914年に設立され、同年のカナダ議会の立法により法人化。

### インド
インド工学会は、1935年に勅許により設立された。

### アイルランド
独立前においては、多くの組織が勅許を受けて設立された。現在においてはもはやイギリス枢密院の管轄下にはないため、その勅許状によって変更を受けることはなく、ウラクタス（アイルランドの国会）による特許または法律によってのみ変更を受けうる。

### 南アフリカ
南アフリカ大学は1877年に、南アフリカ王立学会は1908年に、それぞれ勅許を受けている。

### イギリス
現在でも、勅許は、慈善団体や職能団体を法人化し、ディストリクトを自治体に昇格させ、またはカレッジに総合大学の地位や学位授与権を与えるために用いられている。
新たに勅許が発せられる対象は、顕著な職能団体、学会または慈善団体であって「当該領域における既存の顕著性、安定性および永続性を立証できるもの」に限られる。勅許を受けようとする団体は、既存の顕著性と経済的安定性を立証しなければならないだけではなく、公益上の見地から、公共の規制に服することも示さなければならない。2016年には、イギリスのプロジェクトマネジメント協会（APM）に勅許を与える決定に対し、アメリカのプロジェクトマネジメント協会 （PMI）が不服を申し立てた。勅許により相手方に競争上の優位性が生じることを危惧し、勅許を与える基準が満たされていないと主張したのである。裁判所は、競争上の不利益を生じるおそれがあることによりPMIの原告適格は認められるが、枢密院には公益性（本件では、勅許団体の活動によりプロジェクト・マネジメント職を促進すること）を考慮に入れ、かつ当該公益性を基準の不充足よりも重視することができると判示した。
個人を対象とする「勅許」の表示(例えば「勅許会計士」や「勅許技術士」など）は、一定の勅許職能団体から一定の基準を満たす個人の会員に対し与えられる。枢密院の方針としては、勅許の表示は広く類似した基準により与えられるべきとされ、多くは修士レベルの資格（またはこれに匹敵する経験）が必要とされる。
2007年1月、イギリスの商標当局は、アメリカの「Chartered Financial Analyst」（直訳すれば「勅許証券アナリスト」）の商標に保護を与えることを拒否する決定をした。イギリスにおいては「Charter(ed)」の文字は王室の勅許と結びついており、誤解を生じるというのである。商号においても「Charter(ed)」の文字列は「機微な用語」とされており、勅許を有する団体から許可を受けたことを立証しなければこれを使うことはできないとされる。団体商標における「Charter(ed)」の使用についても、同様に王室の勅許の根拠を有していることの立証が必要とされ、これを欠く場合には「当該団体およびその構成員が勅許の地位を有するかのように公衆を誤導する」とされる。
他の種類のものとは異なり、ディストリクトを自治体に昇格させる勅許は、王権ではなく、成文法である1972年地方自治法の規定に基づいて発せられている。
勅許のある会社の法人番号には、先頭に、イングランドおよびウェールズで登記された会社は「RC」、スコットランドでは「SR」、北アイルランドでは「NR」の2文字がそれぞれ付される。以前は「RC」が普遍的に用いられており、イングランド以外の勅許会社でも当時から存在する会社ではそのままのものがある。
BBCは有効期間10年の勅許状に基づき運営されている。10年の期間経過後には更新される。

### アメリカ
独立以降、アメリカにおいては勅許は発行されていない。独立前に存在していた勅許は、州その他の立法機関による設立認可と同様の効果を有する。ダートマス大学対ウッドワード事件以降、勅許は「州と、設立者を代理する当該組織と、寄附行為の対象との間における契約の性質を有する」ものとして扱われる。判例によれば、たとえ当該組織が同意したとしても、勅許は設立者の元々の意図に反する形で立法により変更することはできない。

## その他の法域における勅許

### 日本
日本における勅許は、天皇の勅命による許可や免許などを意味する。
幕末の時期には、江戸幕府が孝明天皇の勅許なく日米修好通商条約を締結したことが政治問題となった（条約勅許問題）。
日本国憲法下の日本においては、勅許により法人を設立したり、特定の団体に栄誉を与えたり、大学に学位授与権を与えたりする制度は存在しない。